# Dapsići
Dapsići es un pueblo ubicado en el municipio de Berane, en Montenegro.

## Demografía
Hasta 2011 la población era de 674 habitantes, conformada por 208 hogares y 287 viviendas.
| 734                                                              | 810 | 736 | 768 | 734 | 728 | 728 | 674 |
| (Fuente: Population statistics of Eastern Europe & former USSR.) |     |     |     |     |     |     |     |

| Etnicidad                                           | Número | Porcentaje |
| --------------------------------------------------- | ------ | ---------- |
| Serbios                                             | 591    | 81,18 %    |
| Montenegrinos                                       | 133    | 18,26 %    |
| Otros                                               | 4      | 0,55 %     |
| Fuente: Republic of Montenegro. Statistical Office. |        |            |